# Lei epigramática
Lei epigramática é o termo que popularmente se refere a uma regra empírica, princípio empírico (não confundir com lei empírica), pseudo lei ou falsa lei, construída e enunciada a partir de uma percepção, observação ou ideia que, mesmo não sendo necessariamente verdadeira, alcança o status de lei como se comprovadamente o fosse. Provavelmente a lei mais conhecida seja a Lei de Murphy, que diz que "Se algo pode dar errado, dará", embora se conheçam pelo menos 164 leis semelhantes. 
O termo lei epigramática é derivado da palavra epigrama, que significa uma "composição poética breve que com precisão e agudeza se expressa um único pensamento principal, festivo e satírico". Sendo assim, as leis epigramáticas, geralmente possuem um tom sarcástico e satírico, sendo também mordazes e espirituosas.  
Algumas leis epigramáticas podem ser nomeadas em homenagem a seus criadores, ao qual também são chamadas de leis epónimas como pode ser verificado a seguir:
Exemplos de leis epónimas:
- Lei de Murphy: "Se algo pode dar errado, dará.". Formulada pelo  engenheiro aeroespacial Edward A. Murphy em 1949.[4]
- Navalha de Ockham: "A explicação mais simples é geralmente a correta". Formulada por Guilherme de Ockham.[5]
- Navalha de Hanlon: "Nunca atribua à malícia o que pode ser adequadamente explicado pela burrice." Formulada por Robert J. Hanlon.[6]
- Lei dos Epônimos de Stigler: “Nenhuma descoberta científica é batizada com o nome de seu descobridor original.” Formulada por Stephen Stigler, professor de estatística da Universidade de Chicago, em 1980.[7]

Exemplos de leis não epónimas:
- Lei de Linus: "Dados olhos suficientes, todos os erros são óbvios". Formulada pelo hacker Eric S. Raymond.[8]
- Lei de Finagle: "Qualquer coisa que pode dar errado, irá - no pior momento possível." Formulada por John W. Campbell Jr. como uma consequência da Lei de Murphy.[9]
- Lei primeira da Geografia: "Todas as coisas estão relacionadas com todas as outras, mas coisas próximas estão mais relacionadas do que coisas distantes". Formulada por Waldo Tobler.[10]